# Leichtathletik-Weltmeisterschaften der Behinderten 2006/Teilnehmer (Estland)
| stlisierte Goldmedaille | stlisierte Silbermedaille | stlisierte Bronzemedaille |
| ----------------------- | ------------------------- | ------------------------- |
| —                       | —                         | —                         |

Aus Estland nahm ein Athlet bei den Leichtathletik-Weltmeisterschaften der Behinderten 2006 teil.

## Ergebnisse

### Männer
| Athleten    | Wettbewerb     | Vorlauf / Vorkampf | Vorlauf / Vorkampf | Halbfinale   | Halbfinale | Finale             | Finale |
| Athleten    | Wettbewerb     | Zeit / Weite       | Rang               | Zeit / Weite | Rang       | Zeit / Weite       | Rang   |
| ----------- | -------------- | ------------------ | ------------------ | ------------ | ---------- | ------------------ | ------ |
| Endre Varik | 100 m T37      | 13,49 s            | 7                  | –            | –          | nicht qualifiziert | 19     |
| Endre Varik | Weitsprung F37 | –                  | –                  | –            | –          | 4,33 m             | 10     |